# 17494 Antaviana
17494 Antaviana este un asteroid din centura principală de asteroizi.

## Descriere
17494 Antaviana este un asteroid din centura principală de asteroizi. A fost descoperit pe 11 ianuarie 1992 la Mérida de Orlando A. Naranjo Villarroel. Asteroidul prezintă o orbită caracterizată de o semiaxă mare de 2,80 ua, o excentricitate de 0,20 și o înclinație de 14,8° în raport cu ecliptica.